# Milajerd
Mīlājerd (farsi میلاجرد) è una città dello shahrestān di Komeijan, circoscrizione di Milajerd, nella provincia di Markazi in Iran. Aveva, nel 2006, una popolazione di 8.928 abitanti. 